# دانيال دوجباييف
دانيال دوجباييف (بالإسبانية: Daniel Dujshebaev) (مواليد 4 دسيمبر 1997) هو لاعب كرة يد إسباني يلعب في نادي فيف تارغي كيلسي.

## روابط خارجية
- دانيال دوجباييف على موقع الاتحاد الدولي لكرة اليد (الإنجليزية)
- دانيال دوجباييف على موقع الاتحاد الأوروبي لكرة اليد (الإنجليزية)
- دانيال دوجباييف على موقع اللجنة الأولمبية الدولية (الإنجليزية)